# Thomas Hardy (rugbyspeler)
Thomas Wilfred Hardy (Wakefield, 26 november 1914 – Reading, 2 november 2001) was een professioneel Rugby League-speler, actief in de jaren jaren dertig en veertig. Hij vertegenwoordigde het graafschap Yorkshire in de – inmiddels opgeheven – intercountycompetitie Rugby League War of the Roses. Op clubniveau speelde hij voor de Sandal RUFC, Castleford Tigers (vanaf september 1935) en Wakefield Trinity (als gastspeler tijdens de Tweede Wereldoorlog). Hij speelde in de rol van "stand-off/five-eighth" en droeg daarom altijd rugnummer 6. Hij speelde 186 wedstrijden voor Castleford.